# Леопольд I (герцог Австрии)
Леопольд I (нем. Leopold I; 4 августа 1290, Вена — 28 января 1326, Страсбург) — герцог Австрии и Штирии с 1 мая 1308 (правил совместно с братьями). Из династии Габсбургов.
Леопольд I был третьим сыном короля Германии Альбрехта I и Елизаветы Горицкой, дочери Мейнхарда II, герцога Каринтии. После смерти отца Леопольд I вместе со своим старшим братом Фридрихом III унаследовали герцогство Австрия. В начале правления Леопольд I столкнулся с восстанием австрийского дворянства против власти Габсбургов. Подавив выступление, Леопольд I был вынужден несколько смягчить централизаторскую политику своего отца.
В 1314 году началась длительная борьба Фридриха III и Людвига IV Баварского за императорский престол. Леопольд выступил на стороне своего брата. Одновременно началось выступление швейцарцев кантонов Ури, Швиц и Унтервальден против Габсбургов. Леопольд I собрал крупную армию (от 3000 до 5000 человек по разным оценкам) и двинулся на швейцарцев. Однако 15 ноября 1315 года в битве при Моргартене австрийские войска были полностью разбиты швейцарскими ополченцами. Первый союз швейцарских кантонов получил самостоятельность.
В дальнейшем Леопольд I активно участвовал в борьбе за власть в Германии, а после пленения Фридриха III в 1322 году возглавил силы немецких князей, недовольных правлением императора Людвига IV. Ему удалось заключить союз с Венгрией и Чехией и вынудить императора освободить Фридриха. Правда вскоре тот добровольно вернулся в плен, поскольку не смог убедить Леопольда I прекратить войну с Людвигом IV. Скончался Леопольд I в 1326 году.

## Брак и дети
- (1315) Екатерина Савойская (1284—1336), дочь Амедея V, графа Савойи

Екатерина (1320—1349), замужем (1337) за Ангерраном VI де Куси, вторым браком (1348) за Конрадом, бургграфом Магдебурга
Агнесса (1321—1392), замужем (1338) за Болко II, князем Швидницким